# Franz Vogl (Bildhauer, 1861)

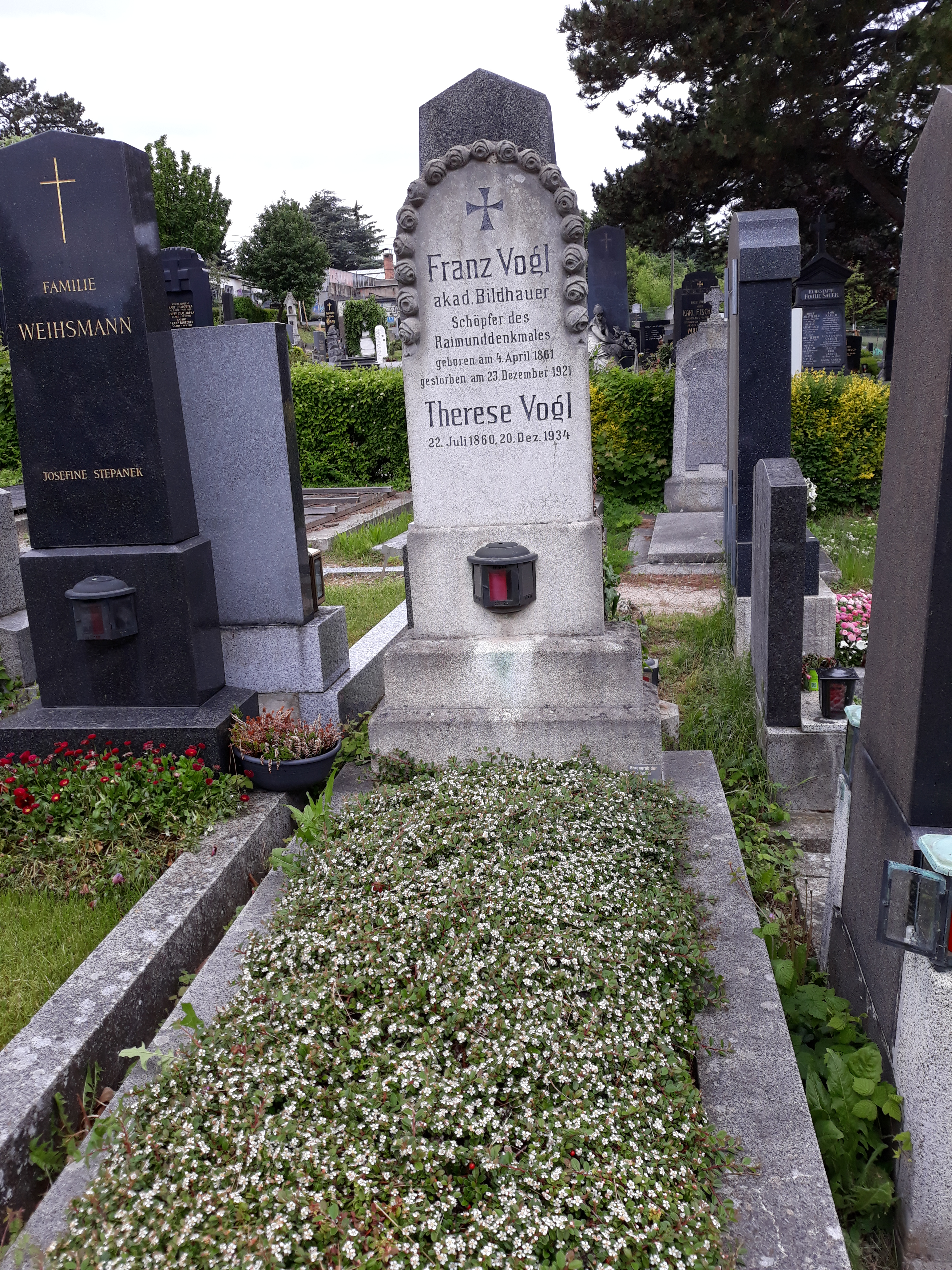
Das Grab von Franz Vogl auf dem Gersthofer Friedhof in Wien

Franz Vogl (* 4. April 1861 in Wien; † 23. Dezember 1921 ebenda) war ein österreichischer Bildhauer.

## Leben
Vogl studierte von 1879 bis 1882 an der Akademie der bildenden Künste Wien. Sein bekanntestes Werk ist das Raimunddenkmal vor dem Deutschen Volkstheater. Dieses Denkmal wurde am 1. Juni 1898 in Anwesenheit von Erzherzog Otto von Österreich enthüllt, heute steht es im Weghuberpark neben dem Theater. Vogl schuf auch den Bacchuszug am Giebelfeld des Volkstheaters, dieser Fries wurde 1938 entfernt. Außerdem schuf er Grabdenkmäler für den Wiener Zentralfriedhof und den Hietzinger Friedhof, sowie Figurenschmuck für Theaterbauten außerhalb Wiens (Berlin, Odessa, Prag, Zürich). Im Schlosspark Laxenburg bei Wien restaurierte er die drei zur Anlage gehörenden Delphinskulpturen.
Ein vorgeschlagener Auftrag für die ornamentalen Bildhauerarbeiten des neuen Hochaltars der Michaelerkirche an Vogl wurde vom Klosterkollegium der Barnabiten im März 1881 abgelehnt und ein Kollege Vogls, Benedikt Henrici, damit betraut.
Franz Vogl liegt auf dem Gersthofer Friedhof in einem ehrenhalber gewidmeten Grab.

## Werke (Auswahl)

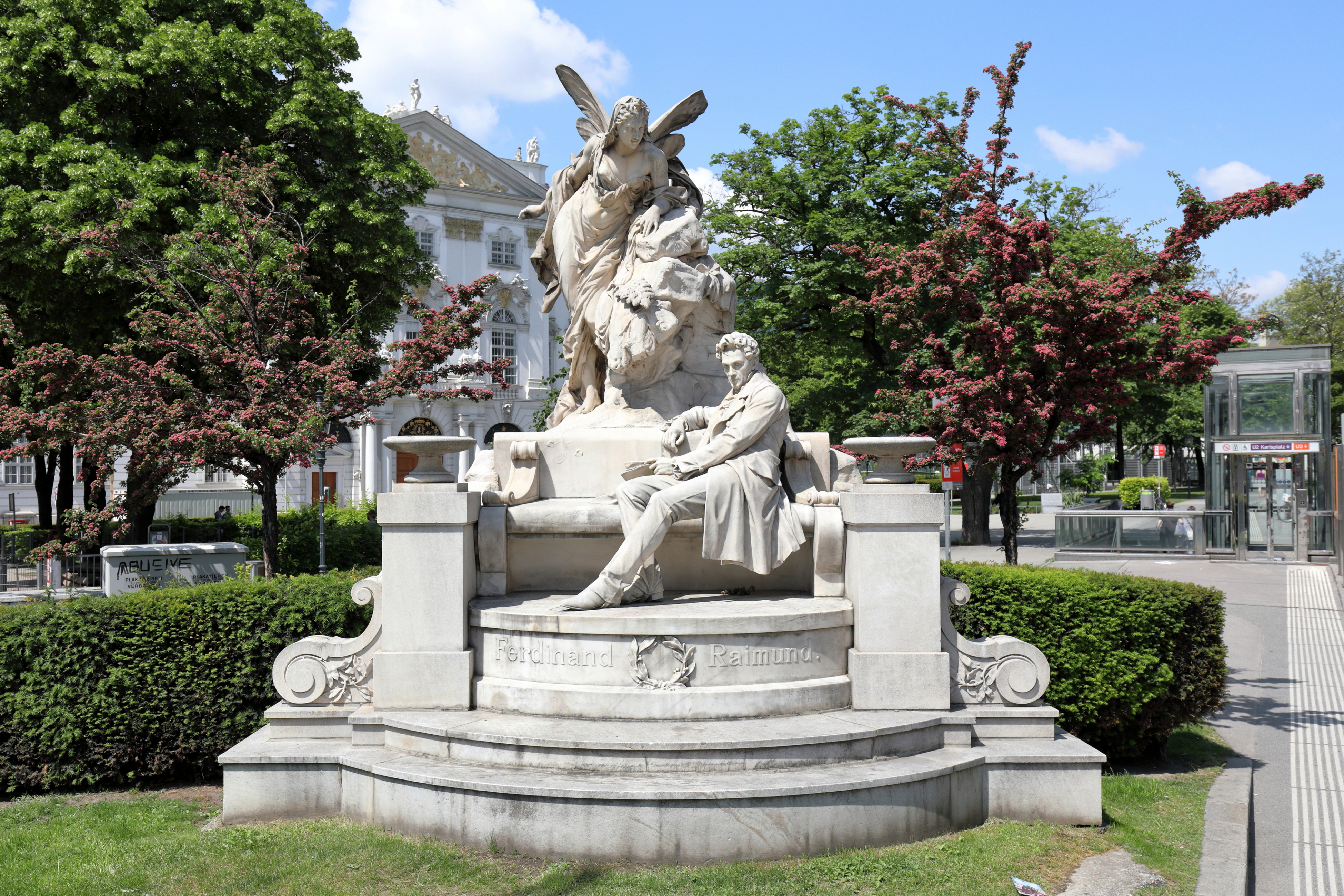
Ferdinand-Raimund-Denkmal in Wien-Neubau, Weghuberpark (1898)

- Grabdenkmal für den Komponisten Anton Rückauf, Wien, Zentralfriedhof (32A,12)
- Ferdinand-Raimund-Denkmal im Wiener Weghuberpark
- Lutherdenkmal in Bielsko-Biała (Bielitz, 1900)
- Bacchuszug am Giebelfeld des Wiener Volkstheaters (1938 entfernt)